# Hans-Adolf Prützmann
Hans-Adolf Prützmann, född 31 augusti 1901 i Tolkemit, död 21 maj 1945 i Lüneburg (självmord), var en tysk SS-Obergruppenführer, general i Waffen-SS och ledamot av den tyska riksdagen.
År 1941 utsågs Prützmann till SS- och polischef i Baltikum och Vitrutenien, och var därigenom inblandad i Förintelsen i området. I november samma år fick han som SS- och polischef ansvar för Reichskommissariat Ukraine, vilket ungefär motsvarar nuvarande Ukraina. 1943 blev han befordrad till högste SS- och polischef i Ukraina. Prützmann kom därmed att behärska hela Ukrainas territorium från 1941 till 1944 och var ansvarig för det förintelseprogram som förövades av Einsatzgruppen, SD, Orpo och ukrainska milisstyrkor på judar, östslaver, sovjetiska politiska kommissarier, partisaner och politiska motståndare. Med Kampfgruppe Prützmann stred han 1944 på östfronten och tilldelades tyska korset i guld för sina insatser.
Den 21 maj 1945, kort efter andra världskrigets slut, begick Prützmann självmord i brittisk militär fångenskap i Lüneburg. Följaktligen kom han aldrig att ställas inför rätta i någon av Nürnbergrättegångarna.

## Biografi
Hans-Adolf Prützmann föddes i Tolkemit i Västpreussen 1901. Efter gymnasiet studerade han under en tid agronomi vid universitetet i Göttingen. 1918 gick han med i en frikår, men deltog initialt inte i några sammandrabbningar eller stridssituationer. Omkring 1921 avbröt han sina studier för att med en frikår bege sig till Övre Schlesien, där polacker och polsk-schlesier hade gjort uppror mot sina tyska herrar. Därefter tjänstgjorde Prützmann som tjänsteman inom agronomi i Pommern, Brandenburg och Ostpreussen.
Prützmann inträdde i SA 1929. Han lämnade dock SA redan året därpå och anslöt sig till SS. En av hans första kommenderingar var att leda 18. SS-Standarte, som i Königsberg bland annat drillade SS-män. 1932 blev Prützmann ledamot av den tyska riksdagen; denna post skulle han inneha fram till 1945. I februari 1934 befordrades han till SS-Gruppenführer och tilldelades befälet över SS-Oberabschnitt Südwest med högkvarter i Stuttgart. SS-Oberabschnitt var ett administrativt distrikt i Nazityskland och betecknade den högsta geografiska befälsnivån inom Allgemeine-SS. 1942 existerade det 27 SS-Oberabschnitte. Befälhavaren var oftast SS-Gruppenführer eller SS-Obergruppenführer.
Från juni 1937 till maj 1941 var Prützmann Höhere SS- und Polizeiführer Nordsee med säte i Hamburg. En så kallad Höhere SS- und Polizeiführer ("Högre SS- och polischef") utsågs av Reichsführer-SS Heinrich Himmler personligen och kommenderade stora enheter inom SS, Gestapo eller den reguljära tyska polisen, Ordnungspolizei. Under sin tid i Hamburg lärde Prützmann känna riksståthållaren Karl Kaufmann. Denne utnämnde Prützmann till senator i Hamburgs senat och till chef för stadsförvaltningens polisavdelning. Prützmann utsågs även till Kaufmanns personlige representant i alla polisiära frågor.

### Mötet på Wewelsburg
Drygt en vecka innan Tyskland inledde Operation Barbarossa, anfallet på den tidigare bundsförvanten Sovjetunionen, var Himmler värd för ett möte med SS-Gruppenführer och SS-Obergruppenführer på slottet Wewelsburg. Mellan den 12 och 15 juni 1941 träffades, förutom Himmler, bland andra Prützmann, Reinhard Heydrich, Karl Wolff, Erich von dem Bach-Zelewski och Friedrich Jeckeln för att diskutera det förestående fälttåget mot Sovjetunionen. Samtalet gällde Operation Barbarossa som ett förintelsekrig. Himmler menade att fälttåget inte endast var ett militärt och ideologiskt krig, utan även ett förintelsekrig mot bland andra judar och slaver. Himmler räknade med att mellan 20 och 30 miljoner slaver och judar skulle förgås genom raskamp.

### Kommendering till öst
Från juni 1941 till september 1944 innehade Prützmann olika höga ämbeten i det område som av Tyskland betecknades "öst". Detta betydande område inbegrep fyra civila förvaltningszoner: Reichsgau Wartheland, den västra delen av Polen som inlemmades i Tredje riket, under Gauleiter Arthur Greisers ledning; Generalguvernementet, den centrala delen av Polen, som styrdes av riksståthållaren Hans Frank; Reichskommissariat Ostland, som omfattade Estland, Lettland, Litauen och Vitrutenien, med Hinrich Lohse som rikskommissarie; Reichskommissariat Ukraine under Erich Kochs styre.

### Lettland

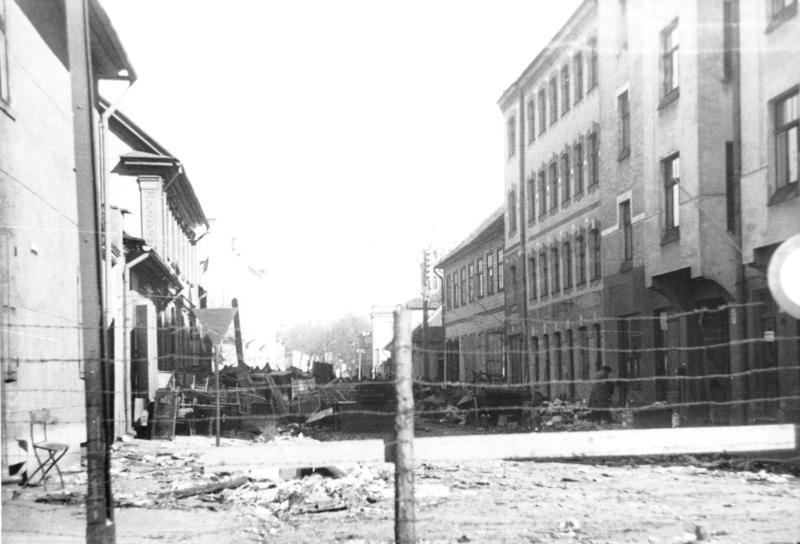
Prützmann var delaktig i inrättandet av gettot i Riga 1941.

Den 22 juni 1941 inledde Tyskland Operation Barbarossa, anfallet på Sovjetunionen. En vecka senare, den 29 juni, utnämndes Prützmann till Högre SS- och polischef för Ostland och norra Ryssland (Höhere SS- und Polizeiführer Ostland und Rußland-Nord), vilket innebar att han blev SS- och polischef i det av Tyskland ockuperade Baltikum och Vitryssland. 
I Lettland låg 1941 makten hos Prützmann, Hinrich Lohse och Otto-Heinrich Drechsler. Prützmann var chef för Sicherheitsdienst i Lettland, Lohse var rikskommissarie i Reichskommissariat Ostland, och Drechsler var generalkommissarie och chef för civilförvaltningen i Lettland.
Förintelsen i Lettland inleddes några dagar efter att Operation Barbarossa hade igångsatts. Den 1 juli 1941 intog tyska trupper Riga. Initialt förövades massmorden i Lettland av Einsatzgruppe A under befäl av Walter Stahlecker; i Riga var Einsatzkommando 1a under Martin Sandberger och Einsatzkommando 2 under Rudolf Batz stationerade. Efter några månader övertog Prützmann och Sicherheitsdienst ledningen.
Under Prützmanns överinseende inrättades i slutet av juli 1941 ett provisoriskt ghetto i Riga för att den nazityska ockupationsmakten lättare skulle kunna kontrollera och övervaka Rigas judar. Det var dock inte förrän den 25 oktober samma år, genom en order av den tyske ståthållaren Hugo Wittrock, som samtliga judar i Riga med omnejd koncentrerades till ett enda, taggtrådsomgärdat, getto, beläget i området Maskavas Forštate i södra Riga. Nästan 30 000 judar inhystes i bostäder i sexton kvarter. Flervåningshusen var tämligen förfallna, och de sanitära förhållandena var dåliga. Ansvarig för gettot var Prützmann och senare hans efterträdare, Friedrich Jeckeln.

#### Ett avgörande datum
Den 31 juli 1941 träffade chefen för RSHA, Reinhard Heydrich, riksmarskalk Hermann Göring i Berlin och fick av denne i uppdrag att ombesörja alla nödvändiga förberedelser beträffande organisatoriska, praktiska och ekonomiska aspekter vad gällde en övergripande lösning (Gesamtlösung) av den judiska frågan inom den tyska inflytandesfären i Europa. Det av Göring undertecknade dokumentet kom att få vittgående konsekvenser för den praktiska implementeringen av "den slutgiltiga lösningen av judefrågan". Heydrich fick nu helt fria händer att utforma uppgifterna för Einsatzgruppen och SS- och polischefer i de av Nazityskland ockuperade territorierna i öst. Detta inbegrep även Prützmann, som vid detta tillfälle var SS- och polischef i Baltikum.
Samma datum, den 31 juli 1941, fick Prützmann i Riga besök av Heinrich Himmler. I samband med detta besök gav Himmler uttryckliga order om behandlingen av judarna i Lettland. "Alla judar måste skjutas. Tvinga ner de judiska kvinnorna i träsken." I augusti 1941 hade i stort sett hela Einsatzgruppe A lämnat Lettland, och Sicherheitsdienst övertog ansvaret för verkställandet av förintelsen i Lettland. En tvist beträffande hanterandet av "judefrågan" utbröt då bland de nazistiska ledarna. En falang, representerad av Hinrich Lohse, som hade stöd av Alfred Rosenberg, riksminister för de ockuperade områdena i öst, ville spärra in judarna i getton, konfiskera deras egendom och låta dem arbeta i den tyska krigsindustrin. Reichsführer-SS Heinrich Himmler var, som nämnts, av en annan åsikt; han ansåg att Lettlands judar skulle mördas så snabbt som möjligt. Prützmann fann sig följaktligen i en rådvill situation mellan Himmlers uttryckliga order och Lohses rekommendation om judarna som arbetskraft.
Under ett möte med medarbetare i Riga kort därefter nämnde Prützmann att han av Himmler fått ordern att judarna skulle "förflyttas". En av Prützmanns underordnade frågade vart de skulle förflyttas, varpå Prützmann svarade: "Nicht so, wie Sie meinen – die sollen ins Jenseits befördert werden." ("Inte så som ni menar – de skall förflyttas till livet efter detta.")
I slutet av oktober 1941 meddelade Himmler Prützmann att han var missnöjd med den långsamma takt varmed denne praktiskt verkställde förintelsen i Lettland. Den 1 november ersatte Himmler Prützmann med Friedrich Jeckeln som Höhere SS- und Polizeiführer Ostland und Russland-Nord; Prützmann kvarstod dock informellt på denna post till den 11 januari 1942. Detta innebär att Prützmann hade informellt ansvar för bland annat massakern i Rumbula-skogen, som ägde rum den 30 november, den så kallade Blutsonntag, och 8 december 1941. Under dessa två dagar sköts cirka 25 000 personer ihjäl. Jeckeln hade utvecklat ett effektivt system vilket innebar att 10 000 personer kunde avrättas på en och samma dag. Systemet kallades för Jeckeln-systemet eller Sardinenpackung-metoden. Enheter ur SD och lettisk milis, Schutzmannschaft, fördrev offren från deras bostäder. Därefter fick de marschera till den plats där massgravar redan hade iordningställts. På anvisad plats tvingades offren att klä av sig och lämna ifrån sig värdesaker. Därpå gick de i små grupper, 10 till 20 personer, till graven. De avklädda offren fick oftast själva kliva ner i massgravarna. De lade sig raklånga med ansiktet mot botten av graven och sköts ihjäl av SS-män med kulsprutor. Nästa grupp lade sig med huvudet vid fötterna på de redan döda och blev ihjälskjutna. Så fortgick proceduren, tills det att graven tillslöts. Jeckeln menade, att man med denna metod sparade på gravutrymme. Det lettiska Arājskommandot, med Viktors Arājs och dennes ställföreträdare Herberts Cukurs i spetsen, deltog aktivt i mördandet. Prützmann var delaktig i inrättandet av judiska getton i Lettland, bland annat i Riga och Daugavpils, vilket underlättade för hans efterträdare som HSSPF, Friedrich Jeckeln, när denne skulle leda mördandet av den judiska befolkningen.

### Ukraina
Prützmann var från den 1 november 1941 till den 18 september 1944 Högre SS- och polischef södra Ryssland, vilket i huvudsak omfattade Ukraina. Från den 29 oktober 1943 till den 18 september 1944 innehade han även posten Högste SS- och polischef Ukraina, vilket innebar att han blev överordnad Höhere SS- und Polizeiführer Schwarzes-Meer.

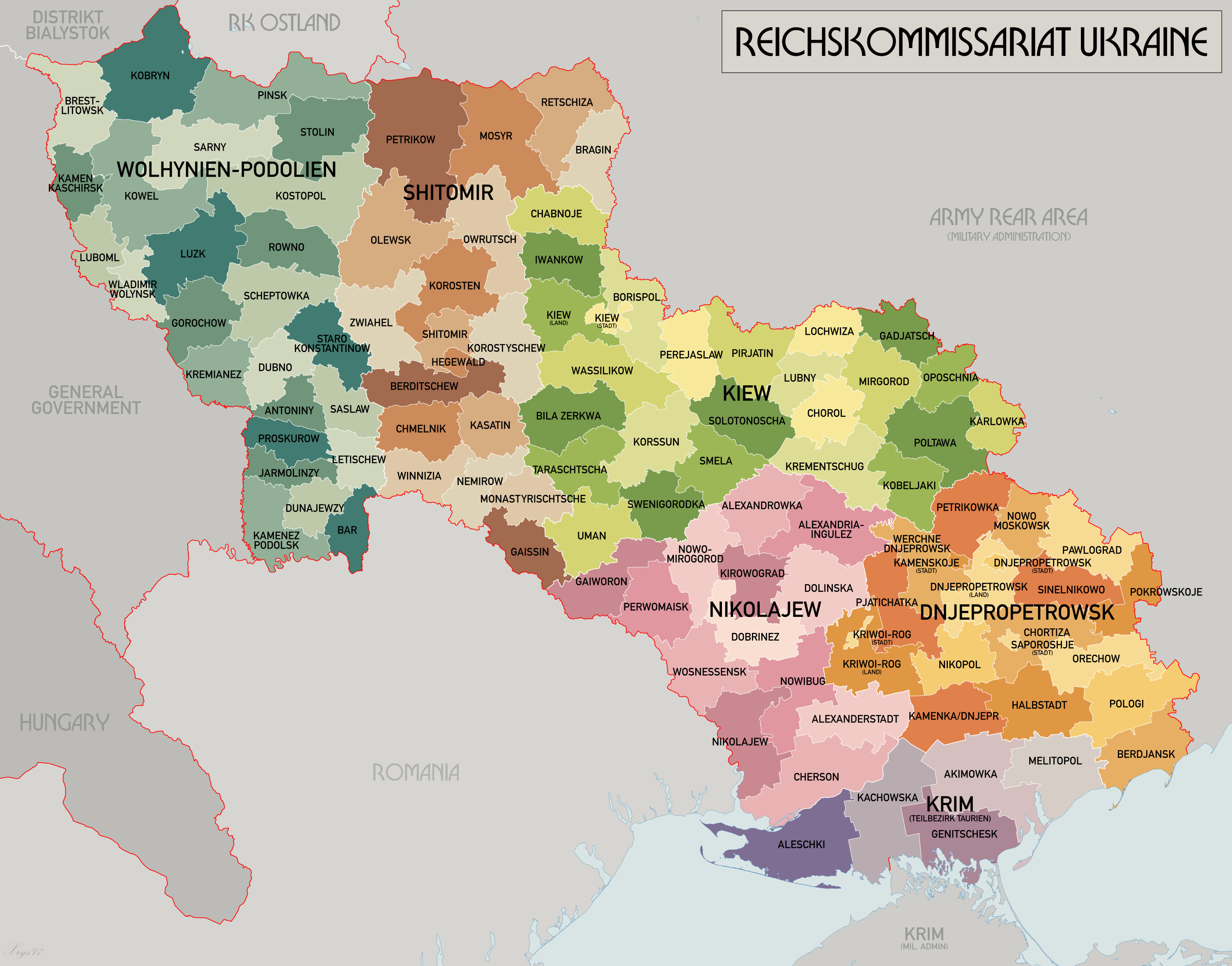
Karta över Reichskommissariat Ukraine som styrdes av Erich Koch. Rikskommissariatets område motsvarar i stort sett det territorium där Prützmann var Höhere SS- und Polizeiführer (HSSPF).

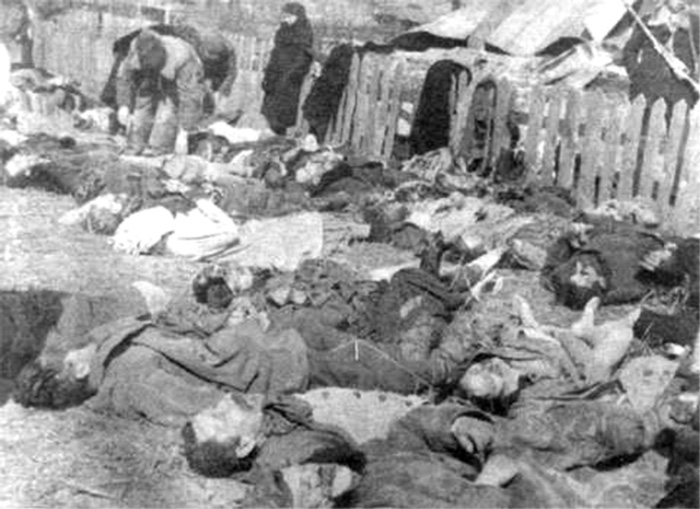
Mördade civila polacker i byn Lipniki i Volhynien den 26 mars 1943.

Mellan 1941 och 1944 beräknas cirka 3 000 000 ukrainare och andra icke-judar ha förintats inom det territorium som Prützmann behärskade. Antalet judiska offer beräknas uppgå till omkring 900 000. Andra historiker och forskare, till exempel Ray Brandon och Wendy Lower, menar, att omkring 1,5 miljoner ukrainska judar mördades. Förintelsen i Ukraina skedde i huvudsak genom massarkebuseringar. Den nazityska ockupationsmakten var i Ukraina inte i stånd att uppföra stationära förintelseläger där offren kunde gasas ihjäl. Detta berodde på att fronten låg alltför nära. Det ukrainska järnvägsnätet var inte lämpat för omfattande transporter till redan befintliga förintelseläger i till exempel Generalguvernementet. Förintelsen i bland annat Ukraina har därför internationellt fått benämningen "The Holocaust by Bullets".
I egenskap av SS- och polischef i Ukraina var Prützmann ansvarig för en rad massakrer på judar, slaver, romer, politiskt oliktänkande och partisaner. Einsatzgruppe C och D opererade i Ukraina och förövade där otaliga massmord på judar. Dessa "insatsstyrkor" svarade inför den lokale HSSPF, i detta fall Prützmann, som var befullmäktigad med det operativa befälet över dessa. Emellanåt kunde dock enskilda enheter ur Einsatzgruppen stå under Wehrmachts befäl.
I november 1941 ägde ett omfattande massmord rum i Ukraina. Prützmann och chefen för Ordnungspolizei i Ukraina, Otto von Oelhafen, organiserade mordet på den judiska befolkningen i Rivne. Den 7 och 8 november sköt tre enheter ur Ordnungspolizei och en enhet ur Einsatzkommando 5 (Einsatzgruppe C) ihjäl drygt 17 000 judar i Sosenki-skogen utanför Rivne.
Prützmann förde befälet över de civiladministrerade områdena, vilket innebar att han drogs in i en maktkamp med rikskommissarien i Reichskommissariat Ukraine, Erich Koch. Koch förbjöd Prützmann att lyda order från SS och Himmler. Koch ansåg att han själv var enväldig härskare i Ukraina och att han endast behövde svara inför Hitler. Prützmanns protester bemöttes med förakt från Kochs sida.
Mellan augusti och november 1942 organiserade Prützmann massmord på judar i Volhynien, Ukraina, södra Ryssland och i distriktet Białystok. Himmler rapporterade om detta till Hitler den 29 december 1942 och redogjorde för denne att 363 211 judar hade avrättats. Under Prützmanns tid som Högre SS- och polischef i Ukraina stängdes ett flertal ukrainska getton, och dess invånare mördades. Ett av många exempel är gettot i Mizotj, som då var beläget i Reichskommissariat Ukraine. I mitten av oktober 1942 fördes omkring 1700 judar, varav många var kvinnor och barn, till en ravin utanför Rivne och sköts ihjäl av enheter ur Einsatzgruppe C samt ukrainska kollaboratörer.

#### Partisanbekämpning
Operation Barbarossa överrumplade initialt Stalin och hans generaler. Partisanrekryteringen i Ukraina var låg; i slutet av år 1941 var endast enstaka partisanenheter aktiva, främst i Tjernihiv oblast och Sumy oblast i norra Ukraina. Den ukrainska partisanaktiviteten inleddes på allvar i mars-april 1942, då partisangrupperna lyckades upprätta en radioförbindelse med Moskva och fick förstärkning av manskap, och nådde full styrka först i mitten av 1943.
Heinrich Himmler ansåg att termen "partisan" var för "glorifierande" för de sovjetiska gerillaenheterna. Istället uppmanade han Wehrmacht och SS att använda beteckningen "Banden" för partisaner. Om tyskarna misstänkte eller hade fått bevis för att invånarna i någon by hade hjälpt partisaner med till exempel kost, logi eller vapen, deporterades befolkningen eller oftare arkebuserades på stället, och byn brändes ned. Den 23 september 1942 massakrerades befolkningen på 2 892 personer i byn Kortelisy i nordvästra Ukraina. Byn brändes därefter ned och jämnades med marken.
Tillfångatagna partisaner avrättades urskillningslöst. Oftast skedde detta genom hängning då denna metod på ett annat sätt än arkebusering samlade publik. Hängningen var avsedd att sätta skräck i lokalbefolkningen, och de dödas kroppar fick ibland hänga kvar under flera dagar.
I maj 1943 var partisanenheterna i Ukraina många och välbeväpnade. Himmler sände SS-Obergruppenführer Erich von dem Bach-Zelewski till Prützmanns territorium. Bach-Zelewski hade erfarenhet av strid mot partisan- och gerillaförband. Han hade fått order om att bekämpa partisaner som befann sig i Pripjatområdet i norra Ukraina. Då detta träskområde låg inom Prützmanns territorium som HSSPF, utsåg Himmler Prützmann även till överbefälhavare för partisanbekämpningen i Ukraina. Den tyske historikern Martin Cüppers skrev att Prützmann krävde Bach-Zelewskis respekt, men denne avfärdade föraktfullt Prützmann som militärt inkompetent. Förhållandet mellan de båda HSSPF var således spänt, men Bach-Zelewski skall inte ha ifrågasatt Prützmanns jurisdiktion. Under den första större anti-partisanoperationen i maj 1943 gav Prützmann befälet åt SS-Brigadeführer Walter Schimana, som tidigare bland annat lett det motoriserade fältgendarmeriet i Polen. Till Schimanas förfogande ställdes 1. SS-Kavallerie, SS-Polizei-Regiment 10 och SS-Polizei-Regiment 11. Ur dessa förband utvaldes personer som bildade "Kampfgruppe Schimana" för partisanbekämpning i Ukraina och Vitryssland.
Den 2 februari 1943 kapitulerade de tyska styrkorna vid Stalingrad, och Röda Armén började återta tidigare förlorat territorium. I december 1943 hade den sovjetiska armén nått Dnepr. I mitten av 1944 var nästan hela Ukraina återerövrat, och Prützmann och hans stab lämnade inom kort landet.

#### Förintelse genom arbete
I februari 1942 inleddes uppförandet av Durchgangsstrasse IV (DG IV), en militärväg på 2175 kilometer, från Lemberg i Generalguvernementet till Stalino i sydöstra Ukraina. Denna gigantiska transportled planerades även att leda in i Kaukasus, men detta projekt blev aldrig verklighet. Sovjetiska krigsfångar samt judar från bland annat Galizien utnyttjades som tvångsarbetskraft vid anläggandet av DG IV. Den nazistiska ockupationsmakten, representerad av HSSPF Prützmann och rikskommissarie Erich Koch, kallade detta för "förintelse genom arbete" (Vernichtung durch Arbeit). Omkring 25 000 personer dukade under vid byggandet av DG IV. Prützmann bildade ett särskilt kommando, benämnt Einsatzstab Prützmann eller Kommando Prützmann, för att säkra de områden där den nya härvägen skulle dras och för att vakta tvångsarbetarna. Han lät även uppföra särskilda läger för tvångsarbetarna.

#### Utplåning av massgravarna
Nazityska Einsatzgruppen, Ordnungspolizei, Sicherheitspolizei och Sicherheitsdienst hade under andra världskriget med logistiskt stöd av Wehrmacht mördat miljontals människor i de östliga territorierna som inledning till Generalplan Ost, Nazitysklands koloniseringsplan för Östeuropa. Judar, romer, slaver, partisaner, politruker, sovjetiska krigsfångar och andra hade fallit offer för Nazitysklands förintelseprogram. Den största massgraven inom Prützmanns område var belägen i Babij Jar utanför Kiev, där sammanlagt omkring 100 000 offer låg begravda. I början av år 1942 cirkulerade det i de allierade staterna information om nazisternas massmord i öst. De förruttnade liken i massgravar i Baltikum, Vitryssland, Ukraina och i Generalguvernementets förintelseläger utgjorde även ett sanitärt problem. Förutom en påträngande stank hotade dessa massgravar att på sikt förgifta grundvattnet.
I juni 1942 fick SS-Standartenführer Paul Blobel i uppdrag att leda Aktion 1005 eller Sonderaktion 1005, vilket innebar att exhumera liken ur massgravarna och kremera dessa på likbål. Samtliga Höhere SS- und Polizeiführer i de berörda områdena, Wilhelm Koppe, Friedrich Jeckeln, Erich von dem Bach och Hans-Adolf Prützmann fick order att bistå Blobel och tillmötesgå dennes önskemål. Aktionen påbörjades i juli 1942 i förintelselägren inom Operation Reinhard samt i Auschwitz. I november 1942 uppdrog Heinrich Himmler åt Heinrich Müller och dennes underordnade, Adolf Eichmann, att finna en varaktig och effektiv lösning på problemet med massgravarna i de östliga territorierna. I juli 1943 nådde Aktion 1005 Ukraina. Vid Babij Jar övervakade Blobel kremeringen av omkring 100 000 kroppar. Blobel hade två år tidigare lett massakern vid Babij Jar. Enheter ur Sicherheitsdienst och Ordnungspolizei tvingade fångar från koncentrationsläger samt sovjetiska krigsfångar att utföra exhumeringen och kremeringen. Samma procedur företogs i bland annat Dnipropetrovsk, Berditjev, Uman och Nikolajev. Massgravarna var dock så mångtaliga att Aktion 1005 aldrig hann bli fullbordad, innan de tyska trupperna tvingades att retirera från de ockuperade sovjetiska områdena.

### Sista krigsåret

Vimpel för Werwolf.

I september 1944 utnämnde Himmler Prützmann till Generalinspekteur für Spezialabwehr ("Generalinspektör för försvarets säkerhetstjänst"). Denna utnämning innebar bland annat att etablera och instruera Werwolf-brigaden som skulle företa gerillaliknande handlingar mot de anstormande fiendestyrkorna. Under sin tid som SS- och polischef i Ukraina hade Prützmann studerat de ryska partisanernas gerillataktik; meningen var att Prützmann skulle lära ut denna taktik till Werwolf-trupperna. De allierade styrkorna hade i oktober 1944 installerat en tysk jurist, Franz Oppenhoff, som borgmästare i Aachen. Himmler gav order om att landsförrädaren Oppenhoff skulle mördas, och i slutet av mars 1945 organiserade Prützmann en Werwolf-enhet, ledd av SS-Untersturmführer Herbert Wenzel, som sköt Oppenhoff till döds i Aachen.

### Arrestering och död
Kort efter Nazitysklands villkorslösa kapitulation i maj 1945 arresterades Prützmann av allierade soldater och hamnade i brittisk krigsfångenskap. Han flyttades mellan några krigsfångeläger, innan han internerades i Lüneburg. I fångenskapen begick Prützmann den 21 maj självmord genom att bita sönder en cyanidampull. Prützmann dog således innan han hann rannsakas inför domstol.

## Befordringar inom SS
| Datum            | Tjänstegrad                                  |
| ---------------- | -------------------------------------------- |
| 10 november 1930 | SS-Sturmführer                               |
| 3 augusti 1931   | SS-Sturmbannführer                           |
| 1 januari 1932   | SS-Standartenführer                          |
| 26 juni 1933     | SS-Oberführer                                |
| 9 november 1933  | SS-Brigadeführer                             |
| 28 februari 1934 | SS-Gruppenführer                             |
| 9 november 1941  | SS-Obergruppenführer und General der Polizei |
| 1 juli 1944      | General der Waffen-SS                        |

## Utmärkelser i urval[54]
- Tyska riksidrottsmärket i silver
- SA:s sportmärke i brons
- Anschlussmedaljen (Medaille zur Erinnerung an den 13. März 1938)
- Sudetenlandmedaljen (Medaille zur Erinnerung an den 1. Oktober 1938)
- Järnkorset av andra klassen (1941)
- Järnkorset av första klassen (1943)
- Krigsförtjänstkorset av andra klassen med svärd (1940)
- Krigsförtjänstkorset av första klassen med svärd (1943)
- Tyska korset i guld (1944)
- NSDAP:s tjänsteutmärkelse i brons och silver
- SS tjänstemedalj
- SS-Ehrenring (Totenkopfring)
- SS Hederssvärd
- NSDAP:s partitecken i guld
- Östfrontsmedaljen (1942)
- Ungerska förtjänstordens kommendörskors med stjärna